# میراندا سکس گاردن
میراندا سکس گاردن (به انگلیسی: Miranda Sex Garden) گروهٔ موسیقی انگلیسی اهل لندن می‌باشد که از سال ۱۹۹۰ تا ۲۰۰۰ فعالیت می‌کرد و در سال ۲۰۲۲ باز برگشت.